# Pavetta owariensis
Espèce
Synonymes
- Ixora africana P.Beauv. ex A.Rich.[1]
- Ixora owariensis (P.Beauv.) Poir.[1]
- Pavetta eketensis Bremek.[1]
- Pavetta nigritana Bremek.[1]
- Pavetta owariensis var. owariensis[1]
- Pavetta smythei Hutch. & Dalziel[1]

Pavetta owariensis P.Beauv. est une espèce de buissons ou arbustes de la famille des Rubiaceae et du genre Pavetta, selon la classification phylogénétique. Elle est présente en Afrique tropicale.

## Étymologie
Son épithète spécifique owariensis fait référence à l'ancien royaume d'Oware, au sud-ouest de l'actuel Nigeria.

## Distribution
On la trouve notamment dans les pays suivants : Cameroun, Ghana, Guinée, Guinée équatoriale, Liberia, Nigeria.
La variété Pavetta owariensis var. satabiei S.D. Manning – qui rend hommage au botaniste Benoît Satabié, collecteur de l'holotype en 1976 – est endémique du Cameroun.

## Liste des variétés
Selon Catalogue of Life (1 octobre 2017) :
- variété Pavetta owariensis var. glaucescens
- variété Pavetta owariensis var. opaca
- variété Pavetta owariensis var. owariensis
- variété Pavetta owariensis var. satabiei

Selon The Plant List (1 octobre 2017) :
- variété Pavetta owariensis var. glaucescens (Hiern) S.D.Manning

Selon Tropicos (1 octobre 2017) (Attention liste brute contenant possiblement des synonymes) :
- variété Pavetta owariensis var. glaucescens (Hiern) S.D. Manning
- variété Pavetta owariensis var. opaca S.D. Manning
- variété Pavetta owariensis var. owariensis
- variété Pavetta owariensis var. satabiei S.D. Manning